# Liste des maires de Tbilissi
 (octobre 2020).
Si vous disposez d'ouvrages ou d'articles de référence ou si vous connaissez des sites web de qualité traitant du thème abordé ici, merci de compléter l'article en donnant les références utiles à sa vérifiabilité et en les liant à la section « Notes et références ».
Le maire de Tbilissi est une personnalité politique élue à Tbilissi pour administrer la capitale de Géorgie. Avant 2005, les maires étaient nommés par le gouvernement central. En 2006, les premières élections municipales de Géorgie ont lieu. Le premier maire élu de Tbilissi est Guiorgui (Guigui) Ougoulava. Le maire est responsable de la budgétisation et de la planification stratégique de certaines fonctions gouvernementales dans tout Tbilissi. Les plans du maire sont examinés par l'Assemblée de Tbilissi (Sakreboulo) et mis en œuvre par les différents organes gouvernementaux de la mairie de Tbilissi.

## Liste des maires

### Sous l'Empire russe
- 1840-1843 : Hovhannes Izmiriants ;
- 1844-1845 : Stepan Gabrielian Khatisians ;
- 1845-1846 : Movses Ter-Grigoriants ;
- 1847-1848 : Hovhannes Simoniants Chadinian ;
- 1848-1849 : Tovmas Davtian Pridoniants ;
- 1850-1851 : Zakaria Stepanian Amiraghiants ;
- 1851-1852 : Hovsep Afanassian Miridjaniants ;
- 1853-1856 : Avetik Astvatsatrian Bogdani Svechnikov ;
- 1856-1857 : Soghomon Davtian Saradjev ;
- 1857-1858 : Andreï Davtian Mananov ;
- 1858-1860 : Vardan Astvatsatrian Archakouni ;
- 1860-1861 : Soghomon Zakarian Abisoghomian (première fois) ;
- 1861-1862 : Soghomon Mirimanian Mirimaniants ;
- 1862-1864 : Gevorg-Egor Grigorian Pridoniants ;
- 1864-1865 : Galoust Haroutiounian Chermazan-Vardaniants ;
- 1865-1866 : Soghomon Zakarian Abisoghomian (second fois) ;
- 1866-1868 : Eremya Gevoguian Artsrouni ;
- 1868-1869 : Nikoghaïos Hovhannissian Aladatiants ;
- 1869-1870 : Dmitri Toumaniants ;
- 1870-1874 : Iazon Dmitrian Toumaniants ;
- 1874-1878 : vacance
- 1878-1879 : Dimitri Kipiani ;
- 1878 : Anton Soghomian Ghorghaniants ;
- 1879-1891 : Alexandre Stepanian Matiniants ;
- 1891-1893 : Nikoghaïos Barseghian Arghoutiants-Erkaïnabazouk (première fois) ;
- 1893-1895 : Poghos Alexandrian Izmaïlian ;
- 1895-1897 : Nikoghaïos Barseghian Arghoutiants-Erkaïnabazouk (seconde fois) ;
- 1897-1901 : Guevorg Grigorian Evangoulian ;
- 1902 : Alexandre Mikaelian Arghoutian-Erkaïnabazouk Arghountiants ;
- 1903-1904 : Nikoghaïos Barseghian Arghoutiants-Erkaïnabazouk (troisième fois) ;
- 1904-1905 : Krostopor Svakoumian Vermichiants ;
- 1905-1907 : vacance
- 1907-1909 : Vassil Tcherkezichvili ;
- 1910-1917 : Alexandre Khatissian

### République démocratique de Géorgie
- 1918-1921 : Bénia Tchkhikvichvili

### 1991-2005
- 2 octobre 1991 - 6 janvier 1992 : Tamaz Vachadzé ;
- 6 janvier 1992 - 21 janvier 1993 : Otar Litanichvili ;
- 21 janvier 1993 - 16 octobre 1993 : Constantin Gabachvili ;
- 16 octobre 1993 - 8 décembre 1995 : Nikoloz Lekichvili ;
- 8 décembre 1995 - 8 août 1998 : Badri Chochitaïchvili ;
- 10 août 1998 - 19 avril 2004 : Ivané Zodelava ;
- 19 avril 2004 - 12 juillet 2005 : Zourab Tchiaberachvili ;

### Maires élus
- 12 juillet 2005 - 22 décembre 2013 : Guiorgui Ougoulava ;
- 22 décembre 2013 - 2 août 2014 : Sevdia Ougrekhelidzé (par intérim) ;
- 2 août 2014 - 13 novembre 2017 : Davit Narmania ;
- depuis le 13 novembre 2017 : Kakha Kaladzé